# Jeffrey de Zwaan
Jeffrey de Zwaan (Rijswijk, 26 maart 1996) is een Nederlands darter, uitkomend voor de PDC.

## BDO-carrière
De Zwaan's grootste prestatie als jeugdspeler was het winnen van de Winmau World Masters in 2012.
In 2013 maakte de Zwaan de stap naar de heren in de BDO. In dat jaar maakte hij gelijk zijn debuut op een televisietoernooi: de Zuiderduin Masters. Tijdens dit verloor De Zwaan beide poulewedstrijden en was zodoende meteen uitgeschakeld. In 2014 boekte hij zijn, tot dan toe, grootste prestatie van zijn carrière: De Zwaan haalde de halve finale van de Dutch Open.

## PDC-carrière
In 2015 maakte De Zwaan de overstap naar de andere dartsbond: de PDC. In januari nam De Zwaan deel aan de Q-School, om een tourcard te verdienen en te kunnen deelnemen aan alle Pro Tour-toernooien. Deze wist hij meteen op de eerste dag te bemachtigen. Door een solide jaar op de Pro Tour plaatste De Zwaan zich voor het EK. Hier verloor hij in de eerste ronde van Michael van Gerwen. In december speelde De Zwaan ook op PDC WK. In de eerste ronde ging De Zwaan, na een sudden-death leg, met 3-2 onderuit tegen de nummer 8 geplaatst Michael Smith.
Het jaar 2016 verliep minder succesvol voor De Zwaan. Hij boekte op de vloertoernooien weinig aansprekende resultaten en liep zo, op de UK Open na, alle televisietoernooien mis.
2017 was voor De Zwaan een vergelijkbaar jaar als 2016: constante resultaten op de vloertoernooien bleven uit. Desondanks wist hij wel zijn eerste PDC-titel te pakken. De Zwaan won een van de Development Tour-toernooien, de jeugdtour van de PDC.
Door zijn mindere resultaten in de afgelopen twee jaar belandde De Zwaan buiten de top-64 op de wereldranglijst. Hierdoor verloor hij zijn tourcard en moest opnieuw naar Q-School.
In de eerste ronde van de World Matchplay van 2018 won De Zwaan verrassend van tweevoudig World Matchplay-winnaar en landgenoot Michael van Gerwen met 10-6 in legs. De Zwaan eindigde hoog in het toernooi, maar haalde net niet de finale.
De Zwaan won op 1 mei 2019 Players Championship 14, waarbij hij met 8-2 langs Stephen Bunting ging in de finale.
Eind 2022 verloor hij zijn professionele status, doordat hij buiten de top 64 was gezakt op de PDC Order of Merit. In januari 2023 won hij op Q-School zijn tourcard echter direct weer terug. Dit deed hij door op de tweede dag van de beslissende fase dagwinnaar te worden. Op de UK Open in maart versloeg hij Lukas Wenig, Geert Nentjes, James Wilson en Danny Jansen om vervolgens met 105.20 gemiddeld langs Gerwyn Price te gaan. Bij de laatste 16 bleek Rob Cross te sterk.

## Resultaten op Wereldkampioenschappen

### PDC
- 2016: Laatste 64 (verloren van  Michael Smith met 2-3)
- 2019: Laatste 64 (verloren van Rob Cross met 1-3)
- 2020: Laatste 16 (verloren van  Peter Wright met 3-4)
- 2021: Laatste 64 (verloren van Ryan Searle met 0-3)
- 2025: Laatste 96 (verloren van Florian Hempel met 1-3)

### PDC World Youth Championship
- 2015: Kwartfinale (verloren van Max Hopp met 4-6)
- 2016: Laatste 16 (verloren van Ted Evetts met 1-6)
- 2017: Kwartfinale (verloren van Corey Cadby met 3-6)
- 2018: Groepsfase (gewonnen van Danny van Trijp met 5-2, verloren van Lee Budgen met 3-5)
- 2019: Kwartfinale (verloren van Luke Humphries met 5-6)
- 2020: Halve finale (verloren van Joe Davis met 5-6)

## Resultaten op de World Matchplay
- 2018: Halve finale (verloren van Gary Anderson met 12-17)
- 2019: Laatste 32 (verloren van James Wade met 12-13)
- 2020: Laatste 32 (verloren van Glen Durrant met 3-10)